# Fuller House
Fuller House (bra: Fuller House ou Três é Demais; prt: Fuller House) é uma série de televisão estadunidense e uma spin-off da sitcom de 1987, Full House, sendo lançada com o selo de Original Netflix. A série foi criada por Jeff Franklin, e produzida por Jeff Franklin Productions e Miller-Boyett Productions em associação com a Warner Bros. Television Studios.
Vários dos membros do elenco reprisam seus personagens em Fuller House, alguns como personagens regulares. A série conta também com participações especiais de Danny Tanner (Bob Saget), Jesse Katsopolis (John Stamos), Joseph "Joey" Gladstone (Dave Coulier) e Rebecca "Becky" Donaldson (-Katsopolis) (Lori Loughlin). Mary-Kate Olsen e Ashley Olsen, que alternavam no papel de Michelle Tanner em Full House não estão presentes. Em 29 de janeiro de 2018, a série foi renovada para sua quarta temporada que estreou em 14 de dezembro do mesmo ano. Em 31 de janeiro de 2019, a série foi renovada para sua quinta e última temporada. Ela estreou em 6 de dezembro, com os episódios finais sendo lançados em 2 de junho de 2020.
No Brasil, após um acordo entre o grupo Warner Bros. e o SBT, a série será exibida pela primeira vez na TV aberta brasileira, agora com título de Três é Demais, assim como sua antecessora. A estreia ocorreu em 6 de maio de 2023.

## Sinopse
Como a série original, a sitcom se passa em San Francisco. D.J. Tanner-Fuller (Candace Cameron Bure) perdeu recentemente o marido. A sua irmã mais nova, Stephanie Tanner (Jodie Sweetin) aspirante a cantora, e  DJ. E sua melhor amiga, mãe divorciada, Kimmy Gibbler (Andrea Barber) – e sua filha adolescente Ramona (Soni Nicole Bringas), todas se mudam para a casa de D.J. para ajudá-la a cuidar dos três filhos dela – o rebelde Jackson (Michael Campion), de 13 anos, o perfeccionista  Max (Elias Harger), de 7 e o bebê Tommy (Dashiell e Fox Messit). Mais tarde, Kimmy reata com o marido Fernando (Juan Pablo Di Pace) que passa a morar e a pertencer aquela família também.

## Elenco
Regular
| Ator/Atriz             | Personagem                                       | Temporada  | Temporada  | Temporada | Temporada | Temporada |
| Ator/Atriz             | Personagem                                       | 1          | 2          | 3         | 4         | 5         |
| ---------------------- | ------------------------------------------------ | ---------- | ---------- | --------- | --------- | --------- |
| Candace Cameron Bure   | Donna Jo "DJ" Tanner-Fuller                      | Principal  | Principal  | Principal | Principal | Principal |
| Jodie Sweetin          | Stephanie Judith "Steph" Tanner                  | Principal  | Principal  | Principal | Principal | Principal |
| Andrea Barber          | Kimberly Louise "Kimmy" Gibbler                  | Principal  | Principal  | Principal | Principal | Principal |
| Soni Nicole Bringas    | Ramona Gibbler                                   | Principal  | Principal  | Principal | Principal | Principal |
| Elias Harger           | Maxwell "Max" Fuller                             | Principal  | Principal  | Principal | Principal | Principal |
| Michael Campion        | Jackson Michael "J-Grana" Fuller                 | Principal  | Principal  | Principal | Principal | Principal |
| Dashiell e Fox Messitt | Thomas "Tommy" Fuller Jr.                        | Principal  | Principal  | Principal | Principal | Principal |
| Juan Pablo Di Pace     | Fernando Hernandez Guerreiro Fernandez Guerreiro | Recorrente | Principal  | Principal | Principal | Principal |
| Scott Weinger          | Steve Edwin Hale                                 | Recorrente | Principal  | Principal | Principal | Principal |
| John Brotherton        | Matt Harmon                                      | Recorrente | Principal  | Principal | Principal | Principal |
| Adam Hagenbuch         | Jeremiah "Jimmy" Gibbler                         | —          | Recorrente | Principal | Principal | Principal |

Recorrente
| Ator              | Personagem                    | Temporada          | Temporada    | Temporada    | Temporada          | Temporada    |
| Ator              | Personagem                    | 1                  | 2            | 3            | 4                  | 5            |
| ----------------- | ----------------------------- | ------------------ | ------------ | ------------ | ------------------ | ------------ |
| John Stamos       | Jesse Katsopolis              | Recorrente         | Recorrente   | Recorrente   | Convidado Especial | Recorrente   |
| Bob Saget         | Danny Tanner                  | Convidado Especial | Recorrente   | Recorrente   | Recorrente         | Recorrente   |
| Dave Coulier      | Joey Gladstone                | Recorrente         | Recorrente   | Recorrente   | Recorrente         | Recorrente   |
| Lori Loughlin     | Rebecca Donaldson Katsopolis  | Recorrente         | Recorrente   | Recorrente   | Recorrente         | —            |
| Ashley Liao       | Lola Wong                     | Recorrente         | Recorrente   | Participação | —                  | Participação |
| Isaak Presley     | Bob Popko                     | Participação       | Recorrente   | Recorrente   | Participação       | Participação |
| Virginia Williams | Connie Jane "CJ" Harbenberger | —                  | Recorrente   | Recorrente   | Participação       | Participação |
| Mckenna Grace     | Rose Harbenberger             | —                  | Recorrente   | Recorrente   | Participação       | Participação |
| Landry Bender     | Roxanne "Rocki" Mahan         | —                  | —            | Recorrente   | Recorrente         | Recorrente   |
| Marla Sokoloff    | Gia Mahan                     | —                  | Participação | Recorrente   | Recorrente         | Recorrente   |

## Dublagem
| Personagem                   | Ator/Atriz                  | Dublador |
| ---------------------------- | --------------------------- | --- |
| D.J. Tanner-Fuller           | Candace Cameron Bure        | Luciana Baroli |
| Stephanie Tanner             | Jodie Sweetin               | Glaucia Franchi |
| Kimmy Gibbler                | Andrea Barber               | Carol Valença |
| Max Fuller                   | Elias Harger                | Letícia Celini (1ª a 4ª temporada) Nicolas Cruz (5ª temporada)                                                           |
| Ramona Gibbler               | Soni Nicole Bringas         | Giulia de Brito |
| Jackson Fuller               | Michael Campion             | Enrico Espada |
| Steve Hale                   | Scott Weinger               | Wallace Costa |
| Matt Harmon                  | John Brotherton             | Márcio Scharrenbroich Simão                                                                                              |
| Fernando Hernandez           | Juan Pablo Di Pace          | Nestor Chiesse (1ª a 3ª temporada) Pierre Bittencourt (4ª temporada em diante)                                           |
| Tommy Fuller Jr.             | Dashiell & Fox Messitt      | Vii Zedek |
| Jimmy Gibbler                | Adam Hagenbuch              | Marcelo Campos |
| Jesse Katsopolis             | John Stamos                 | Thiago Zambrano |
| Danny Tanner                 | Bob Saget                   | Tatá Guarnieri |
| Joey Gladstone               | Dave Coulier                | Paulo Porto |
| Rebecca Donaldson-Katsopolis | Lori Loughlin               | Alessandra Merz |
| Nicky & Alex Katsopolis      | Blake & Dylan Tuomy-Wilhoit | Pedro Alcântara |
| Lola Wong                    | Ashley Liao                 | Nathália Pitty (1ª temporada) Luisa Porto (2ª e 3ª temporada / 5ª temporada) Amazyles de Almeida (3ª temporada - ep. 12) |
| Rocki                        | Landry Bender               | Lia Mello |
| Bobby Popko                  | Isaak Presley               | Gabriel Martins (1ª a 3ª temporada / 5ª temporada) Tiaggo Guimarães (4ª temporada)                                       |
| Taylor                       | Lucas Jaye                  | Layra Campos |

| Créditos da Dublagem | Brasil |
| -------------------- | --- |
| Direção de Dublagem  | Pedro Alcântara, João Ângelo e Bruno Marçal (Marmac) / Sidney César e Carlos Falat (Luminus) / Flora Paulita e Lúcia Helena (Vox Mundi) |
| Tradução             | João Rodrigo (Marmac) / Priscilla Rother (Luminus) / Leila Freire (Vox Mundi)                                                           |
| Mídia                | Netflix |
| Dublado nos Estúdios | Marmac (1ª a 3ª temporada) / Luminus (4ª temporada) / Vox Mundi (5ª temporada)                                                          |

## Episódios
| Temporadas | Episódios | Episódios | Originalmente exibido  | Originalmente exibido | Classificação | Avaliação |
| Temporadas | Episódios | Episódios | Primeira exibição      | Última exibição       | Classificação | Avaliação |
| ---------- | --------- | --------- | ---------------------- | --------------------- | ------------- | --------- |
| 1          | 22        | 22        | 22 de setembro de 1987 | 6 de maio de 1988     | 71            | 10.9      |
| 2          | 22        | 22        | 14 de outubro de 1988  | 5 de maio de 1989     | 28            | 15,5      |
| 3          | 24        | 24        | 22 de setembro de 1989 | 4 de maio de 1990     | 21            | 15.3      |
| 4          | 26        | 26        | 21 de setembro de 1990 | 3 de maio de 1991     | 14            | 16.1      |
| 5          | 26        | 26        | 17 de setembro de 1991 | 12 de maio de 1992    | 8             | 17.4      |
| 6          | 24        | 24        | 22 de setembro de 1992 | 18 de maio de 1993    | 10            | 15.8      |
| 7          | 24        | 24        | 14 de setembro de 1993 | 17 de maio de 1994    | 16            | 14.4      |
| 8          | 24        | 24        | 27 de setembro de 1994 | 23 de maio de 1995    | 24            | 12,5      |

| Nº Geral | Nº na Temporada | Título                                                               | Dirigido por    | Escrito por                                                           | Exibição original       |
| --- | --------------- | -------------------------------------------------------------------- | --------------- | --------------------------------------------------------------------- | ----------------------- |
| 1 | 1               | "O Primeiro Episódio, de Novo (BR)" "Our Very First Show, Again"     | Mark Cendrowski | Jeff Franklin                                                         | 26 de fevereiro de 2016 |
| A família Tanner-Katsopolis reúne-se pela última vez antes da casa da família ser vendida. No entanto, quando é percebido que a recém-enviuvada D.J. está lutando para lidar com as demandas de criar três meninos e mantendo um trabalho em tempo integral como veterinária, sua irmã Stephanie e a melhor amiga de infância Kimmy oferecer para morar com ela. Para fornecer suporte para a sua filha e seus três meninos, o pai de D. J., Danny Tanner, leva a casa fora do mercado e convida-os a viver na casa da família.                                                                     |                 |                                                                      |                 |                                                                       |                         |
| 2 | 2               | "Dia da Mudança (BR)" "Moving Day"                                   | Mark Cendrowski | Jeff Franklin                                                         | 26 de fevereiro de 2016 |
| Ramona e Kimmy mudam para a casa dos Tanner. D.J. reorganiza os quartos para que Ramona não tenha que viver em um armário que foi convertido em um quarto. Jackson está insatisfeito que ele está perdendo seu quarto e não pode aceitar o fato de que ele tem que dormir com seu irmão mais novo, Max. Depois tia Stephanie diz à Jackson sobre um encontro semelhante que aconteceu entre ela e sua mãe quando eram meninas (como DJ secretamente fugiu movendo seu quarto até a garagem), Jackson decide fugir assim escondendo no carro do grande tio Jesse (sem ele, inicialmente, sem saber). |                 |                                                                      |                 |                                                                       |                         |
| 3 | 3               | "A Noite É Demais (BR)" "Funner House"                               | Katy Garretson  | Amy Engelberg & Wendy Engelberg                                       | 26 de fevereiro de 2016 |
| O ex-marido de Kimmy, Fernando, chega na casa dos Tanner antes de Stephanie e Kimmy decidir tomar D.J. em uma noite das meninas para fora e Joey tem que tomar conta das crianças. Enquanto isso, Joey tira os eletrônicos das crianças, e em vez disso, tem as crianças envolvidas em algum travesso divertido. |                 |                                                                      |                 |                                                                       |                         |
| 4 | 4               | "O Plano de Fuga (BR)" "The Not-So Great Escape"                     | Katy Garretson  | Andrew Gottlieb                                                       | 26 de fevereiro de 2016 |
| Ramona é virado sobre escolas móveis e convence Jackson para ajudá-la a escapar. No entanto, quando Jackson é pego propositadamente causando o alarme de incêndio para sair e Ramona é pega escapando, ambos estão suspensos. D.J. pune Jackson e discorda pela falta de estilo parental autoritário, então D.J convence Kimmy a punir Ramona também. Enquanto isso, Stephanie é deixado para monitorar a clínica veterinária e ela e Max têm um infeliz encontro com um gambá. |                 |                                                                      |                 |                                                                       |                         |
| 5 | 5               | "O Poderoso Max (BR)" "Mad Max"                                      | Rich Correll    | Boyd Hale                                                             | 26 de fevereiro de 2016 |
| Quando um velho amigo a leva para um concerto e depois de horas de divertimento, Stephanie percebe o quanto seus sobrinhos significam para ela. Kimmy encontra D.J. em um encontro. |                 |                                                                      |                 |                                                                       |                         |
| 6 | 6               | "A Lenda do El Explosivo (BR)" "The Legend of El Explosivo"          | Rich Correll    | Julie Thacker Scully                                                  | 26 de fevereiro de 2016 |
| D.J. pune Jackson, fazendo com que ele perca a sua liga favorita de luta livre mexicana, Lucha Kaboom. Mas isso só leva a mais ação para os fãs. |                 |                                                                      |                 |                                                                       |                         |
| 7 | 7               | "A Festa Nem-Tão-Épica de Ramona (BR)" "Ramona's Not-So-Epic Party"  | Rich Correll    | Bryan Behar & Steve Baldikoski                                        | 26 de fevereiro de 2016 |
| Steve tenta configurar o colega de trabalho bonito de D.J. com Kimmy e partido 13º aniversário muito antecipado de Ramona não sai como planejado para qualquer um . |                 |                                                                      |                 |                                                                       |                         |
| 8 | 8               | "Segredos, Mentiras e Bombeiros (BR)" "Secrets, Lies and Firetrucks" | Joel Zwick      | Bob Keyes & Doug Keyes                                                | 26 de fevereiro de 2016 |
| Quando Max aprende a mentir, ele também descobre que mentiras podem sair pela culatra. Enquanto isso, as senhoras da casa se apaixonam por segredos. |                 |                                                                      |                 |                                                                       |                         |
| 9 | 9               | "O Admirador Secreto (BR)" "War of the Roses"                        | Rich Correll    | Jeff Franklin                                                         | 26 de fevereiro de 2016 |
| Após 1.000 rosas recebidas sem um cartão, D.J. , Kimmy e Stephanie precisam descobrir qual delas tem um admirador secreto. |                 |                                                                      |                 |                                                                       |                         |
| 10 | 10              | "Um Grande Salto (BR)" "A Giant Leap"                                | Rob Schiller    | Amy Engelberg, Wendy Engelberg, Julie Thacker Scully, Andrew Gottlieb | 26 de fevereiro de 2016 |
| As coisas ficam fora de mão quando o novo namorado de Stephanie, Hunter Pence, do San Francisco Giants, convida a todos para um de seus jogos de baseball. |                 |                                                                      |                 |                                                                       |                         |
| 11 | 11              | "Parceiras (BR)" "Partnerships in the Night"                         | Katy Garretson  | Boyd Hale, Bryan Behar, Steve Baldikoski, Bob Keyes, Doug Keyes       | 26 de fevereiro de 2016 |
| Stephanie e Kimmy formam uma parceria estranha, o chefe de D.J. se aposenta e Max tem Jackson e Ramona exatamente onde ele quer que eles estejam. |                 |                                                                      |                 |                                                                       |                         |
| 12 | 12              | "Salve as Datas (BR)" "Save the Dates"                               | Jeff Franklin   | Brian McAuley                                                         | 26 de fevereiro de 2016 |
| D.J. tem um encontro com seu passado que a pega desprevenida, e o encontro de Kimmy com Fernando é nada, mas há surpresas. |                 |                                                                      |                 |                                                                       |                         |
| 13 | 13              | "O Amor Está no Ar (BR)" "Love Is in the Air"                        | Joel Zwick      | Jeff Franklin                                                         | 26 de fevereiro de 2016 |
| Quando Jesse e Becky regressam para renovar seus votos, uma festa de despedida leva a problemas para D.J., que é forçada a tomar uma grande decisão. |                 |                                                                      |                 |                                                                       |                         |

### 2ª Temporada (2016)
| Nº Geral | Nº na Temporada | Título                                                                  | Dirigido por     | Escrito por                    | Exibição original      |
| --- | --------------- | ----------------------------------------------------------------------- | ---------------- | ------------------------------ | ---------------------- |
| 14 | 1               | "Bem-vindos de volta! (BR)" "Welcome Back"                              | Rich Correll     | Jeff Franklin                  | 09 de Dezembro de 2016 |
| DJ escolhe entre Matt e Steve, mas fica na maior saia justa antes do churrasco anual de volta às aulas. Sem ter para onde ir, Fernando vai viver na casa dos Tanner.   |                 |                                                                         |                  |                                |                        |
| 15 | 2               | "Coisa de Mãe (BR)" "Mom Interference"                                  | Rich Correll     | Boyd Hale                      | 09 de Dezembro de 2016 |
| A casa fica pra lá de cheia quando Steve e Matt decidem trazer convidados inesperados para a noite de jogos. Jackson decide participar do time de futebol americano.   |                 |                                                                         |                  |                                |                        |
| 16 | 3               | "O Não Tão Épico Primeiro Beijo (BR)" "Ramona's Not-So-Epic First Kiss" | Rich Correll     | Bryan Behar & Steve Baldikoski | 09 de Dezembro de 2016 |
| Junto com o primeiro beijo, Ramona também ganha uma lição de partir o coração. DJ e Stephanie saem para se divertir e acabam virando penetras numa festa de casamento. |                 |                                                                         |                  |                                |                        |
| 17 | 4               | "A Maldição da Mansão Tanner (BR)" "Curse of Tanner Manor"              | Rich Correll     | Marsh McCall                   | 09 de Dezembro de 2016 |
| Jackson e Ramona preferem morrer a ir na festa de Halloween "aterrorizante" da DJ. Fernando e Kimmy aparecem com uma fantasia de casal totalmente inesperada.          |                 |                                                                         |                  |                                |                        |
| 18 | 5               | "Papai-Cachorro (BR)" "Doggy Daddy"                                     | Katy Garretson   | Erin Cardillo & Richard Keith  | 09 de Dezembro de 2016 |
| Um dia memorável tem que ter teste de dança, brincadeiras com crianças, quatro galinhas e até uma emergência veterinária. Matt se dá conta de algo muito importante.   |                 |                                                                         |                  |                                |                        |
| 19 | 6               | "Ação de Graças dos Fuller (BR)" "Fuller Thanksgiving"                  | Katy Garretson   | Jordana Arkin                  | 09 de Dezembro de 2016 |
| A casa fica com lotação máxima quando a família Tanner inteira decide aparecer no Dia de Ação de Graças. Será que DJ dá conta de tanta gente para o feriado?           |                 |                                                                         |                  |                                |                        |
| 20 | 7               | "Papo de Garota (BR)" "Girl Talk"                                       | Joanna Kerns     | Nancy Cohen                    | 09 de Dezembro de 2016 |
| Kimmy tem a brilhante ideia de reunir novamente a banda Girl Talk para ajudar Stephanie. Um vídeo maldoso tirando sarro de Ramona vira sucesso na internet.            |                 |                                                                         |                  |                                |                        |
| 21 | 8               | "Uma Teia Cheia de Nós (BR)" "A Tangled Web"                            | Joanna Kerns     | Craig Shoemaker                | 09 de Dezembro de 2016 |
| Enquanto Jackson cuida do pet da Lola, DJ faz tudo para ajudar Max a tirar uma boa nota em um projeto da escola. Jimmy grava um vídeo da nova música de Stephanie.     |                 |                                                                         |                  |                                |                        |
| 22 | 9               | "Jovens, Loucuras e Doughnuts (BR)" "Glazed & Confused"                 | Mark Cendrowski  | Eydie Faye                     | 09 de Dezembro de 2016 |
| Quando os adultos estão prestes a viajar, Tio Joey traz uma caixa de rosquinhas que causa a maior confusão. Stephanie está morrendo de medo de cantar ao vivo na TV.   |                 |                                                                         |                  |                                |                        |
| 23 | 10              | "Quebra-Nozes (BR)" "Nutcrackers"                                       | Dave Coulier     | Kate Spurgeon                  | 09 de Dezembro de 2016 |
| O amor está no ar, mas Stephanie não quer saber de romance. Max arruma uma namorada para o Natal e Ramona se prepara para "O Quebra Nozes".                            |                 |                                                                         |                  |                                |                        |
| 24 | 11              | "New Kids em Casa (BR)" "New Kids in the House"                         | Rich Correll     | Boyd Hale & Marsh McCall       | 09 de Dezembro de 2016 |
| Kimmy e Stephanie planejam uma grande surpresa para a festa de 39 anos da DJ, mas Max dá um jeitinho de azedar completamente o plano delas.                            |                 |                                                                         |                  |                                |                        |
| 25 | 12              | "Feliz Ano Novo, Baby (BR)" "Happy New Year Baby"                       | Jeff Franklin    | Jeff Franklin                  | 09 de Dezembro de 2016 |
| Steve pede a ajuda de DJ para fazer uma proposta importante para CJ. O bebê de Jesse e Becky traz Danny e Joey à cidade e Jimmy começa a falar em ter um também.       |                 |                                                                         |                  |                                |                        |
| 26 | 13              | "Reunião de Turma (BR)" "DJ and Kimmy's High School Reunion"            | Eric Dean Seaton | Bryan Behar & Steve Baldikoski | 09 de Dezembro de 2016 |
| A reunião da turma da escola leva DJ a se perguntar se ainda gosta de Steve, enquanto Kimmy cai na boca do povo por ter pagado o maior mico.                           |                 |                                                                         |                  |                                |                        |

### 3ª Temporada (2017)
- A produção começou em 18 de março de 2017 e acabou em 2 de setembro de 2017.
- Esta temporada é dividida em duas metades de nove episódios, os primeiros nove episódios foram lançados em 22 de setembro de 2017, enquanto os nove episódios restantes foram lançados em dezembro de 2017.
- Esta é a primeira temporada que conta com 18 episódios em vez de 13.

| Parte 1 |    |                                                                                    |                    |                                        |                        |
| 27 | 1  | "Melhor verão de todos (BR)" ""Best Summer Ever""                                  | Rich Correll       | Jeff Franklin                          | 22 de Setembro de 2017 |
| Steve e CJ anunciam planos para um casamento bem longe. Stephanie e Jimmy desconfiam que Fernando esteja aprontando alguma.                                                         |    |                                                                                    |                    |                                        |                        |
| 28 | 2  | "Perna Quebrada (BR)" ""Break a Leg""                                              | Rich Correll       | Boyd Hale                              | 22 de Setembro de 2017 |
| A assessora de casamento Kimmy dá duro para conseguir trabalho na festa de Steve e CJ. Jimmy e Fernando vão morar juntos.                                                           |    |                                                                                    |                    |                                        |                        |
| 29 | 3  | "Declarações de Idependência (BR)" "Declarations Of Independence"                  | Rich Correll       | Kellie R. Griffin                      | 22 de Setembro de 2017 |
| Em busca de diversão, todos querem ir ao churrasco anual do Danny Tanner. Mas o cardápio também inclui corações partidos.                                                           |    |                                                                                    |                    |                                        |                        |
| 30 | 4  | "Chupão (BR)" ""My Little Hicky""                                                  | Jean Sagal         | Maria Brown-Gallenberg                 | 22 de Setembro de 2017 |
| Enquanto Steve prova bolos de casamento, Ramona tenta de tudo para esconder da mãe um chupão no pescoço.                                                                            |    |                                                                                    |                    |                                        |                        |
| 31 | 5  | "Tio Jesse cuidando das crianças (BR)" ""Uncle Jesse's Adventures in Babysitting"" | Rich Correll       | Eydie Faye                             | 22 de Setembro de 2017 |
| É noite de festa para as garotas. E quem vai cuidar das crianças? Tio Jesse. E não vai faltar incêndio para ele apagar.                                                             |    |                                                                                    |                    |                                        |                        |
| 32 | 6  | "Minha Ramona (BR)" ""M-m-m-My Ramona""                                            | Jody Margolin Hahn | Jerry Collins                          | 22 de Setembro de 2017 |
| Jackson não larga o pé de DJ no trabalho. E ela adora! Ramona ganha de Fernando um quarto extravagante, com direito até a pista de dança.                                           |    |                                                                                    |                    |                                        |                        |
| 33 | 7  | "Vestido (BR)" ""Say Yes to the Dress""                                            | Rich Correll       | Kate Spurgeon                          | 22 de Setembro de 2017 |
| DJ e Steve se metem em encrenca na loja de vestido de noiva. Será que a amizade deles vai sobreviver? A visita da filha de Gia dura mais que o esperado.                            |    |                                                                                    |                    |                                        |                        |
| 34 | 8  | "Bebê, talvez (BR)" ""Maybe Baby""                                                 | Rich Correll       | Alisha Ketry                           | 22 de Setembro de 2017 |
| Será que Stephanie consegue engravidar? Em busca da resposta, Becky a leva ao médico. Kimmy ajuda Joey a mostrar aos filhos dele quem é que manda.                                  |    |                                                                                    |                    |                                        |                        |
| 35 | 9  | "Casamento ou não, aí vamos nós (BR)" ""Wedding or Not Here We Come""              | Rich Correll       | Bryan Behar & Steve Baldikoski         | 22 de Setembro de 2017 |
| A turma irá ao casamento no Japão de classe econômica. Descontentes, Max e Fernando traçam um plano para voar de primeira classe. Stephanie começa a busca por doadores de esperma. |    |                                                                                    |                    |                                        |                        |
| Parte 2 |    |                                                                                    |                    |                                        |                        |
| 36 | 10 | "O Casamento Japonês (BR)" ""My Best Friend's Japanese Wedding""                   | Rich Correll       | Marsh McCall                           | 22 de Dezembro de 2017 |
| No Japão as coisas vão de mal a pior no casamento de Steve e CJ. A madrinha que sumiu e a privada falante que engole o que não deve                                                 |    |                                                                                    |                    |                                        |                        |
| 37 | 11 | "Troller Coaster (BR)" ""Troller Coaster""                                         | Mark Cendrowski    | Nick Fascitelli                        | 22 de Dezembro de 2017 |
| Ramona considera seu futuro ao receber uma carta. Max encara uma montanha-russa. Steve e DJ têm uma conversa importante                                                             |    |                                                                                    |                    |                                        |                        |
| 38 | 12 | "Novos Tempos (BR)" ""Fast Times at Bayview High""                                 | Rich Correll       | Eydie Faye & Kate Spurgeon             | 22 de Dezembro de 2017 |
| Jimmy e Steph visitam uma clinica de fertilidade. Jackson e Ramona entram no ensino médio. No trabalho, uma surpresa aproxima Matt e DJ.                                            |    |                                                                                    |                    |                                        |                        |
| 39 | 13 | "Olha Quem Não Está Falando (BR)" ""A Tommy Tale""                                 | Christian Jensen   | Marsh McCall                           | 22 de Dezembro de 2017 |
| DJ faz de tudo para Tommy ser aceito numa disputada pré-escola. Jackson e Ramona aproveitam o dia dos pioneiros, e Kimmy decide acompanhá-los                                       |    |                                                                                    |                    |                                        |                        |
| 40 | 14 | "Cidade de Aluguel (BR)" ""Surrogate City""                                        | Dave Coulier       | Bryan Behar & Steve Baldikoski         | 22 de Dezembro de 2017 |
| Steph e Jimmy começam a buscar por uma nova barriga de aluguel. DJ se irrita com o novo visual de Jackson.                                                                          |    |                                                                                    |                    |                                        |                        |
| 41 | 15 | "Irmã de Alma (BR)" ""Soul Sisters""                                               | Phill Lewis        | Boyd Hale                              | 22 de Dezembro de 2017 |
| Kimmy arrasta Steph para um dia de "irmãs de alma", enquanto DJ tenta tirar uma folga. Max quebra uma relíquia da família Tanner e tenta esconder o estrago                         |    |                                                                                    |                    |                                        |                        |
| 42 | 16 | "Felizes Para Sempre (BR)" ""Happily Ever After""                                  | Rich Correll       | Maria Brown-Gallenberg & Jerry Collins | 22 de Dezembro de 2017 |
| Ramona recebe ajuda inesperada quando o "Melhor Baile da História" não sai como o previsto. Kimmy e Steph atendem um cliente exigente                                               |    |                                                                                    |                    |                                        |                        |
| 43 | 17 | "No Meio da Neblina (BR)" ""Fullers in a Fog""                                     | Rich Correll       | Eydie Faye & Kate Spurgeon             | 22 de Dezembro de 2017 |
| Danny, Jesse e Joey comemoram o "papaiversário" de 30 anos. DJ se prepara para um encontro importante                                                                               |    |                                                                                    |                    |                                        |                        |
| 44 | 18 | "Lá Vem O Sol (BR)" ""Here Comes the Sun""                                         | Jeff Franklin      | Jeff Franklin                          | 22 de Dezembro de 2017 |
| Em tempos de incerteza, a turma recorre a uma festa fantasia anos 80 para tentar resgatar a magia dos Tanner-Fuller                                                                 |    |                                                                                    |                    |                                        |                        |

### 4ª Temporada (2018)
| Nº Geral | Nº na Temporada | Título                                              | Dirigido por         | Escrito por                                    | Exibição original      |
| --- | --------------- | --------------------------------------------------- | -------------------- | ---------------------------------------------- | ---------------------- |
| 45 | 1               | "Onde está o espirito natalino? (BR)" "Oh my Santa" | Rich Correll         | Jeff Franklin e Bryan Behar                    | 14 de dezembro de 2018 |
| Com Max de péssimo humor e Tommy tomado por uma crise de nervos, DJ faz de tudo para reacender o espirito natalino dos dois.                                          |                 |                                                     |                      |                                                |                        |
| 46 | 2               | "Uma Noite Especial (BR)" "Big Night"               | Rich Correll         | Jeff Franklin, Amy Engelberg e Wendy Engelberg | 14 de dezembro de 2018 |
| Steve e DJ são pressionados a ter um encontro perfeito. Em casa, Steph proíbe Kimmy e Fernando de se agarrarem.                                                       |                 |                                                     |                      |                                                |                        |
| 47 | 3               | "Razão de ser (BR)" "Sense of purpose"              | Linda Mendoza        | Bob Keyes e Doug Keyes                         | 14 de dezembro de 2018 |
| Com o bebê a caminho, Steph começa a pensar mais seriamente em ganhar dinheiro. Danny cogita voltar ao trabalho. Matt tenta atrapalhar o negócio de DJ e vice-versa.  |                 |                                                     |                      |                                                |                        |
| 48 | 4               | "Ignorada (BR)" "Ghosted"                           | Mark Cendrowski      | David A. Arnold                                | 14 de dezembro de 2018 |
| O aniversário de duas semanas de namoro de Steve e DJ vira uma competição de presentes. Steph faz sua primeira apresentação numa festa infantil, e Ramona é rejeitada |                 |                                                     |                      |                                                |                        |
| 49 | 5               | "Juntos e Preparados (BR)" "No Escape"              | Lynn McKraken        | Will Griffin                                   | 14 de dezembro de 2018 |
| DJ e Steve saem com Matt e a nova namorada dele. Steph e Kimmy organizam em casa uma aula de preparação para o parto, com resultados hilários.                        |                 |                                                     |                      |                                                |                        |
| 50 | 6               | "As Panteras (BR)" "Angels' Night Out"              | Jody Margolin Hahn   | Meg Deloach                                    | 14 de dezembro de 2018 |
| Enquanto Joey toma conta dos meninos, DJ e as garotas saem fantasiada para a Noite dos 70. Mas a balada não era bem o que elas esperavam                              |                 |                                                     |                      |                                                |                        |
| 51 | 7               | "Representante Fuller (BR)" "President Fuller"      | Dave Coulier         | John D. Beck e Ron Hart                        | 14 de dezembro de 2018 |
| Max disputa a eleição para a presidência de classe, mas sua namorada também. DJ tenta fazer as pazes com CJ, e Steph briga com um palhaço                             |                 |                                                     |                      |                                                |                        |
| 52 | 8               | "Conduzindo Sr. Jackson (BR)" "Driving Mr. Jackson" | Rich Correll         | Amy Engelberg e Wendy Engelberg                | 14 de dezembro de 2018 |
| A Primeira festa da escola nova tem grandes consequências para Jackson e Ramona. Becky e Jesse se juntam para organizar uma cerimônia de premiação                    |                 |                                                     |                      |                                                |                        |
| 53 | 9               | "Filhos Perfeitos (BR)" "Perfect Sons"              | Candace Cameron Bure | Taylor Friedman                                | 14 de dezembro de 2018 |
| A mãe de Fernando faz uma visita surpresa. Steve ensina Jackson a dirigir, e Max faz uma estreia inesquecível no "Acorda San Francisco"                               |                 |                                                     |                      |                                                |                        |
| 54 | 10              | "Pé de Ouro (BR)" "Golden-Toe Fuller"               | Rich Correll         | Bob Keyes e Doug Keyes                         | 14 de dezembro de 2018 |
| Jackson vira estrela do futebol americano, mas sofre com a pressão. DJ planeja um "chá de revelação de gênero"                                                        |                 |                                                     |                      |                                                |                        |
| 55 | 11              | "Tá Sempre Aberta (BR)" "It's Always Open"          | Kimberly McCullough  | Nick Fascitelli                                | 14 de dezembro de 2018 |
| DJ acha que Jimmy não está pronto para ser pai, e Steph entra num time de queimada. Com intenções românticas, Kimmy tenta aproximar Ramona e o novo estagiário.       |                 |                                                     |                      |                                                |                        |
| 56 | 12              | "Baile de Formatura (BR)" "The Prom"                | Dave Coulier         | Maria Brown-Gallenberg                         | 14 de dezembro de 2018 |
| O baile de formatura traz problemas para Jackson e Ramona. Louca por poder, DJ leva a sério demais o cargo de líder dos supervisores.                                 |                 |                                                     |                      |                                                |                        |
| 57 | 13              | "Vamos ao Teatro (BR)" "Opening Night"              | Christian Jensen     | Bryan Behar e Steve Baldikoski                 | 14 de dezembro de 2018 |
| Com Kimmy de barrigão, a noitada das garotas no teatro tem um final inesperado.                                                                                       |                 |                                                     |                      |                                                |                        |

### 5ª Temporada (2019-2020)
- Esta temporada é dividida em duas metades de nove episódios, os primeiros nove episódios foram lançados em 06 de dezembro de 2019, enquanto os nove episódios restantes foram lançados em 2 de Junho de 2020.
- Esta é a segunda temporada que conta com 18 episódios em vez de 13.
- Essa é a temporada final da série

| Parte 1 |   |                                                                                                  |                      |                                 |                        |
| 58 | 1 | "Seja bem-vindo, bebê que ainda vai receber um nome (BR)" "Welcome Home, Baby-to-Be-Named-Later" | Rich Correll         | Bryan Behar & Steve Baldikoski  | 06 de Dezembro de 2019 |
| Steph e Jimmy chegam em casa com a bebê, mas ela ainda não tem nome. Com uma doula por perto, DJ e Danny sentem que ninguém precisa deles.                           |   |                                                                                                  |                      |                                 |                        |
| 59 | 2 | "Aula de Culinária (BR)" "Hale's Kitchen"                                                        | Rich Correll         | Linda Videtti Figueiredo        | 06 de Dezembro de 2019 |
| Ramona se apaixona pelo entregador de comida. Steve surpreende DJ com uma aula de culinária. Mesmo ocupada, Steph tenta cumprir suas promessas.                      |   |                                                                                                  |                      |                                 |                        |
| 60 | 3 | "Negócio de família (BR)" "Family Business"                                                      | Rich Correll         | Bob Keyes & Doug Keyes          | 06 de Dezembro de 2019 |
| Steve leva Jimmy e Fernando para almoçar, e o dois terminam comprando uma lanchonete. Ramona e Jackson ajudam Max a encarar seus medos na piscina.                   |   |                                                                                                  |                      |                                 |                        |
| 61 | 4 | "Noitada das mães (BR)" "Moms' Night Out"                                                        | Christian Jensen     | Amy Engelberg & Wendy Engelberg | 06 de Dezembro de 2019 |
| Gia sai para dançar com a Alcateia das Lobas. Matt organiza uma noitada dos homens. Mais tarde, ele tenta fazer amizade com Rocki.                                   |   |                                                                                                  |                      |                                 |                        |
| 62 | 5 | "Jogador Fuller número 1 (BR)" "Ready Player Fuller"                                             | Dave Coulier         | Maria Brown-Gallenberg          | 06 de Dezembro de 2019 |
| DJ tenta aproximar de Jackson. A nova lanchonete de Jimmy e Fernando vai de vento em popa, mas os ingredientes estão acabando.                                       |   |                                                                                                  |                      |                                 |                        |
| 63 | 6 | "O Pássaro da Prefeita (BR)" "The Mayor's Bird"                                                  | Rich Correll         | John D. Beck & Ron Hart         | 06 de Dezembro de 2019 |
| Matt e DJ oferecem um serviço de cuidados para animais de estimação. Steph planeja sua carreira. O novo namorado de Ramona acaba participando de uma noite de jogos. |   |                                                                                                  |                      |                                 |                        |
| 64 | 7 | "Amazing Race de Aniversário da DJ (BR)" "DJ's Amazing 40th Birthday Race"                       | Mark Cendrowski      | David A. Arnold                 | 06 de Dezembro de 2019 |
| Steve planeja um elaborado jogo para o aniversário de DJ, e Kimmy e Steph estão convencidas de que ele vai pedi-la em casamento.                                     |   |                                                                                                  |                      |                                 |                        |
| 65 | 8 | "Cinco Encontros com Kimmy Gibbler (BR)" "Five Dates with Kimmy Gibbler"                         | Candace Cameron Bure | Will Griffin                    | 06 de Dezembro de 2019 |
| Kimmy decide sair com outros caras para saber se gosta mesmo de Fernando. DJ consegue um teste importante para Steph. Max e Steve dão uma de detetives.              |   |                                                                                                  |                      |                                 |                        |
| 66 | 9 | "O Pedido (BR)" "A Modest Proposal"                                                              | Rich Correll         | Nick Fascitelli                 | 06 de Dezembro de 2019 |
| DJ entra em ação quando Fernando precisa de ajuda para pedir Kimmy em casamento mais uma vez. Mas o resultado acaba sendo melhor d que ela esperava.                 |   |                                                                                                  |                      |                                 |                        |

## Recepção
Fuller House recebeu em geral críticas negativas  dos críticos. No Rotten Tomatoes, a primeira temporada da série teve uma classificação de 36%, com base em 50 avaliações, com uma classificação média de 4,58 / 10. O consenso crítico do site que diz: "Após uma dose inicial de nostalgia, Fuller House pouco a oferecer a ninguém, exceto aos fãs fiéis da série original''.  Já a segunda temporada da série possui um índice de aprovação em 50%, indicando uma recepção mista em relação à primeira.
No Metacritic, a série tem uma pontuação média de 35 em 100, com base em 28 críticos, indicando "geralmente desfavoráveis".

## Prêmios e Indicações
| Ano  | Premiação              | Categoria                      | Indicado                                            | Resultado |
| ---- | ---------------------- | ------------------------------ | --------------------------------------------------- | --------- |
| 2016 | Teen Choice Awards     | Choice TV Show: Comedy         | Fuller House                                        | Venceu    |
| 2016 | Teen Choice Awards     | Choice TV Actress: Comedy      | Candace Cameron Bure                                | Venceu    |
| 2016 | Teen Choice Awards     | Choice TV: Chemistry           | Candace Cameron Bure, Jodie Sweetin & Andrea Barber | Indicado  |
| 2017 | People's Choice Awards | Favorite Premium Comedy Series | Fuller House                                        | Venceu    |
| 2017 | Kids' Choice Awards    | Favorite TV Show               | Fuller House                                        | Venceu    |
| 2018 | Kids' Choice Awards    | Favorite TV Show               | Fuller House                                        | Indicado  |
| 2018 | Kids' Choice Awards    | Favorite Female TV Star        | Candace Cameron Bure                                | Indicado  |
| 2018 | Teen Choice Awards     | Choice Comedy TV Show          | Fuller House                                        | Indicado  |
| 2018 | Teen Choice Awards     | Choice TV Actor: Comedy        | Elias Harger                                        | Indicado  |
| 2018 | Teen Choice Awards     | Choice TV Actress: Comedy      | Candace Cameron Bure                                | Indicado  |
| 2018 | Primetime Emmy Awards  | Outstanding Children's Program | Fuller House                                        | Indicado  |
| 2019 | Kids' Choice Awards    | Favorite Funny TV Show         | Fuller House                                        | Venceu    |
| 2019 | Kids' Choice Awards    | Favorite TV Actress            | Candace Cameron Bure                                | Indicado  |